# اروینگ جی. مور
اِروینگ جی. مور (انگلیسی: Irving J. Moore؛ ‏ ۷ آوریل ۱۹۱۹ – ۲ ژوئیه ۱۹۹۳) کارگردان تلویزیونی اهل ایالات متحده آمریکا بود. وی ما بین سال‌های ۱۹۵۷ تا ۱۹۹۱ میلادی فعالیت می‌کرد.
از فیلم‌ها یا مجموعه‌های تلویزیونی که وی در آن‌ها نقش داشته است، می‌توان به دود اسلحه اشاره نمود.